# Іван Стоянов
Іва́н Стоя́нов (болг. Иван Стоянов; нар. 24 липня 1983, Сливен, Болгарія) — болгарський футболіст, нападник футбольного клубу «Лудогорець» та національної збірної Болгарії. Також відомий виступами за футбольні клуби «Сливен», «Аланія» та софіївське ЦСКА. У складі цих команд вийшов до фіналу кубку Росії, став дворазовим чемпіоном Болгарії, володарем кубку та суперкубку Болгарії.

## Життєпис

### Клубна кар'єра
Іван Стоянов народився 24 липня 1983 року у болгарському місті Сливен. Там же й розпочав свою професійну кар'єру в однойменному футбольному клубі, куди потрапив у 2001 році. На той час «Сливен» виступав у групі Б чемпіонату Болгарії і Іван через якийсь час потрапив до основного складу клубу. Відігравши 37 матчів, де молодик забив 15 голів, він поїхав до Німеччини грати у футбольному клубі «Штутгарт», але пробитися до основного складу у Стоянова не вдалося, тому відігравши п'ять матчів у фарм-клубі «Штутгарт II», Іван повернувся на батьківщину.
Повернувшись до рідного клубу футболіст відіграв у ньому три сезони, де вийшов на поле у 71-у матчі та забив 36 голів. А у сезоні 2007–2008 бомбардиру разом із командою вдалося разом із командою вийти до найвищого дивізіону чемпіонату Болгарії: групи А. Щоправда, команді не вдалося одразу ж претендувати на високі позиції — по завершенні сезону клуб зайняв дванадцяту сходинку з шістнадцяти. Вдала гра молодого нападника зацікавила того сезону представників одного з болгарських грандів — столичне ЦСКА.
24 травня 2009 року Іван підписав трьох-річний контракт з «армійцями», де показав непогані результати — з 13-ти матчів чемпіонату забив 8 голів. Також у софіївському клубі Стоянов вперше узяв участь у європубкових змаганнях. Свій перший матч у складі «червоних» нападник провів 30 липня року з ірландським футбольним клубом «Деррі Сіті» у столиці Болгарії, Софії. У тому матчі Іван забив гол у ворота ірландців на 74-й хвилині. По закінченні матчу болгари виграли з рахунком 1:0. Щоправда, вдалі результати не дали можливості молодому нападнику відіграти у складі «армійців» ще один сезон. Під час зимового трансферного вікна, 25 лютого 2010 року, футболіст перейшов до російського чемпіонату у футбольний клуб «Аланія», що нещодавно вийшов у перший дивізіон.
На той час владикавказький клуб з приходом нового тренера, Володимира Газаєва, неочікувано вийшов до фіналу розіграшу кубку Росії. При цьому, «Аланія» у жодному турі турніру, окрім фіналу, не забила жодного голу: три матчі завершилися післяматчевими пенальті, а ще один технічною поразкою, через неявку команди на матч. У фіналі турніру осетинці зустрілися з московським ЦСКА, але програли з рахунком 2:1. Щоправда, Іван не був заявлений на матч, але все ж вважається фіналістом турніру. Такий результат у національному кубку дозволив кавказцям показати себе на європейській арені, але, все ж, за результатами чемпіонату «Аланія» вилетіла у перший дивізіон. А взимку 2011 року клуб покинув болгарський нападник. Головний тренер зазначив, що клуб вирішив більше приділяти уваги молодим місцевим спортсменам, аніж витрачати гроші на легіонерів, окрім того, через жорсткі правила у чемпіонаті Росії такий гравець, як Стоянов витратить багато часу, сидячи на лавці, тому було вирішено продати його під час зимового трансферного вікна. У владикавказькому клубі Стоянов відіграв 35 матчів та забив всього два голи.
Під час зимового трансферного вікна Іван повернувся на батьківщину та приєднався, до мало кому відомого клубу «Лудогорець», який за два останніх роки спочатку вийшов до групи Б, а потім із першого місця потрапив у групу А. Дебютний матч за новий клуб Іван провів 11 вересня 2011 року проти футбольного клубу «Славія», який закінчився перемогою «біло-зелених» з рахунком 6:0. Вже під час першого сезону Стоянов разом із клубом здобув золото у чемпіонаті Болгарії. Наступного сезону «орли» знову виграли чемпіонат. За час проведений у клубі «Лудогорець» Іван здобув найбільше трофеїв, ніж за усю свою кар'єру: двічі ставав чемпіоном країни, по одному разу вигравав кубок та суперкубок Болгарії, а у 2012 році на пару із Жуніором Мораесом став найкращим бомбардиром «групи А». Також у разградському клубі Іван забив свій перший гол у Лізі чемпіонів УЄФА. 24 липня 2013 року у матчі проти словацького клубу «Слован» болгарський нападник забив гол на третій хвилині зустрічі.

### Збірна
Іван Стоянов неодноразово викликався до складу молодіжної збірної Болгарії. Там він провів 12 матчів та забив один гол. У національній збірній своєї країни Іван провів також 12 матчів, але не забив жодного голу. Свій дебютний матч у складі збірної болгар зіграв 29 листопада 2004 року проти збірної Єгипту, який закінчився нічиєю 1:1.

#### Матчі
| 01. | 29.11.2004 | Єгипет     | 1-1 | Товариський матч    |
| 02. | 19.11.2008 | Сербія     | 1-6 | Товариський матч    |
| 03. | 14.10.2009 | Грузія     | 6-2 | Відбірковий ЧС-2010 |
| 04. | 03.03.2010 | Польща     | 0-2 | Товариський матч    |
| 05. | 11.08.2010 | Росія      | 0-1 | Товариський матч    |
| 06. | 10.08.2011 | Білорусь   | 0-1 | Товариський матч    |
| 07. | 29.02.2012 | Угорщина   | 1-1 | Товариський матч    |
| 08. | 26.05.2012 | Нідерланди | 2-1 | Товариський матч    |
| 09. | 29.05.2012 | Туреччина  | 0-2 | Товариський матч    |

Всього: 9 матчів; 2 перемоги, 2 нічиї, 5 поразок.

## Статистика виступів
| Клуб                            | Ліга              | Сезон             | Чемпіонат | Чемпіонат | Кубок | Кубок | Єврокубки | Єврокубки | Інші змагання | Інші змагання | Інші змагання | Всього | Всього |
| Клуб                            | Ліга              | Сезон             | Ігор      | ПМ        | Ігор  | ПМ    | Ігор      | ПМ        | Назва         | Ігор          | ПМ            | Ігор   | ПМ     |
| ------------------------------- | ----------------- | ----------------- | --------- | --------- | ----- | ----- | --------- | --------- | ------------- | ------------- | ------------- | ------ | ------ |
| «Лудогорець»                    | А                 | 13-14             | 5         | 0         | 0     | 0     | 7         | 2         | СБ            | 1             | 0             | 13     | 2      |
| «Лудогорець»                    | А                 | 12-13             | 28        | 9         | 1     | 0     | 2         | 0         | СБ            | 1             | 0             | 32     | 9      |
| «Лудогорець»                    | А                 | 11-12             | 25        | 16        | 4     | 3     | -         | -         | -             | -             | -             | 29     | 19     |
| «Лудогорець»                    | Всього            | Всього            | 58        | 25        | 5     | 3     | 9         | 2         |               | 2             | 0             | 74     | 30     |
| «Аланія»                        | ПФНЛ              | 11-12             | 8         | 0         | 1     | 0     | 2         | 0         | -             | -             | -             | 11     | 0      |
| «Аланія»                        | ПЛ                | 2010              | 24        | 2         | 0     | 0     | -         | -         | -             | -             | -             | 24     | 2      |
| «Аланія»                        | Всього            | Всього            | 32        | 2         | 1     | 0     | 2         | 0         |               | 0             | 0             | 35     | 2      |
| ЦСКА Софія                      | А                 | 09-10             | 13        | 8         | 1     | 0     | 7         | 1         | -             | -             | -             | 22     | 9      |
| ЦСКА Софія                      | Всього            | Всього            | 13        | 8         | 1     | 0     | 7         | 1         |               | 0             | 0             | 21     | 9      |
| «Слівен»                        | А                 | 08-09             | 29        | 9         | 2     | 1     | -         | -         | -             | -             | -             | 31     | 10     |
| «Слівен»                        | Б                 | 07-08             | 15        | 16        | 0     | 0     | -         | -         | -             | -             | -             | 15     | 16     |
| «Слівен»                        | Б                 | 06-07             | 24        | 9         | 1     | 1     | -         | -         | -             | -             | -             | 25     | 10     |
| «Слівен»                        | Всього            | Всього            | 68        | 34        | 3     | 2     | 0         | 0         |               | 0             | 0             | 71     | 36     |
| «Штутгарт II»                   | 3Л                | 05-06             | 5         | 1         | -     | -     | -         | -         | -             | -             | -             | 5      | 1      |
| «Штутгарт II»                   | Всього            | Всього            | 5         | 1         | 0     | 0     | 0         | 0         |               | 0             | 0             | 5      | 1      |
| «Слівен»                        | Б                 | 04-05             | 19        | 10        | -     | -     | -         | -         | -             | -             | -             | 19     | 10     |
| «Слівен»                        | Б                 | 03-04             | 13        | 4         | -     | -     | -         | -         | -             | -             | -             | 13     | 4      |
| «Слівен»                        | Б                 | 04-05             | 5         | 1         | -     | -     | -         | -         | -             | -             | -             | 5      | 1      |
| «Слівен»                        | Всього            | Всього            | 37        | 15        | 0     | 0     | 0         | 0         |               | 0             | 0             | 37     | 15     |
| Всього за кар'єру               | Всього за кар'єру | Всього за кар'єру | 213       | 85        | 10    | 5     | 18        | 3         |               | 2             | 0             | 243    | 93     |
| Останнє оновлення 5 жовтня 2013 |                   |                   |           |           |       |       |           |           |               |               |               |        |        |

## Титули та досягнення

### Командні

#### Болгарія
- «Слівен»:
  -  Золотий призер групи Б чемпіонату Болгарії (1): 2007-08.

- «Лудогорець»:
  -  Чемпіон Болгарії (2): 2011-12, 2012-13.
  -  Володар кубка Болгарії (1): 2011-12.
  -  Володар суперкубка Болгарії (1): 2012.
  -  Фіналіст суперкубка Болгарії (1): 2013.

#### Росія
- «Аланія»:
  -  Фіналіст кубку Росії (1): 2010–2011.

### Індивідуальні
- Найкращий бомбардир чемпіонату Болгарії (1): 2011–2012.